# Екологічно чисте підприємство

Рис. 1. Критерії оцінки роботи екологічно чистого підприємства за видами виробничих змін..

Екологічно чисте підприємство — це специфічний суб'єкт господарської діяльності, який спрямований на розв'язання комплексних проблем за різними напрямками — економічному, екологічному та соціальному. У виробничому середовищі його можна класифікувати за видами змін у виробничих процесах (рис. 1.). Досить багато людей планує відкрити бізнес в стилі еко. Адже таким чином, можна отримувати гарний прибуток і приносити користь природі і людям. 

## Критерії оцінки підприємства з точки зору його екологічної чистоти
1. Виробництво чистої продукції. Охоплює товари споживання, які роблять незначний вплив на навколишнє середовище як у процесі їх споживання, так і у процесі їх залишкової утилізації. Поняття «екологічно чистий продукт» може бути використано для визначення харчових продуктів та виробів інших сфер промисловості.
2. Впровадження чистих виробничих процесів. Саме високі технології визначають ступінь конкурентоспроможності як окремих підприємств, так і держав на світовому ринку.
3. Технології переробки та регенерації відходів. Скорочення відходів, яке досягається шляхом переробки залишкових речовин та побічних продуктів під час виробничого циклу.
4. Заміна виробництва. Охоплює ті розробки, при яких знижується споживання сировинних матеріалів у процесі виробництва.
5. Скорочення затрат на виробництво. Охоплює ті інновації, суть яких зводиться до заміни матеріалів, що негативно впливають на навколишнє середовище, на більш безпечні.
6. Впровадження енергозберігаючих технологій. Це той вид технологій, при яких захист навколишнього середовища досягається шляхом зниження споживання енергії: під час виробничого циклу або під час споживання готової продукції.
7. Випуск чистої продукції, яка модифікує виробничі процеси інших фірм. Під цією категорією слід розуміти ту продукцію, яка спричиняє позитивний вплив на навколишнє середовище під час її застосування в інших виробничих процесах.

## Принципи створення екологічно чистого підприємства
– принцип екологічної зумовленості, тобто спрямованості екологічно чистого підприємства на підтримку або підсилення сталості екосистем. Згідно з ним економічні механізми повинні створювати умови щодо заохочення підприємців для одержання прибутку внаслідок поліпшення екологічних результатів;
– принцип економічної доцільності, який передбачає заохочення суб'єктів екологічно чистого підприємства для досягнення природоохоронних цілей найбільш ефективними шляхами;
– принцип гласності передбачає відкритість та доступність для суспільства всієї інформації про діяльність екологічно чистого підприємства. Цей принцип ініціює просування товарів та послуг на ринку, дає можливість споживачам різного рівня, починаючи з підприємств-забруднювачів природного середовища і закінчуючи пересічними людьми, мати повну інформацію про екологічну якість товарів та послуг, щоб приймати остаточне рішення про доцільність придбання товарів та послуг на ринку;
– принцип системності враховує умову, що економічно вигідні зони знаходження екологічно чистого підприємства повинні охоплювати весь життєвий цикл виробництв та послуг.

## Класифікація екологічно чистих підприємств
За своїми класифікаційними ознаками екологічно чисті підприємства підрозділяються:
– за видами екодеструктивних процесів, які запобігаються завдяки відповідній діяльності: порушення ландшафтів, механічне забруднення, біологічне забруднення, хімічне забруднення, фізичне забруднення (електромагнітне, радіоактивне, світове, шумове та теплове);
– за компонентами природного середовища, з яким зв'язана діяльність: основні (повітря, відходи, вода, шум) та комплексні (повітря-вода, повітря-відходи, повітря-вода-шум);
– за видами діяльності: науково-дослідне, виробниче;
– за видами технологічних процесів: виробництво екологічно чистої продукції, впровадження екологічно чистих виробничих процесів, запровадження енергозберігаючих технологій, заміщення виробництв, переробка та регенерація відходів, випуск екологічно чистої продукції, яка модифікує виробничі процеси інших фірм.

## Чинники, які, детермінують рішення підприємця щодо початку роботи у секторі екологічно чистого підприємства
Фактори інфраструктури, або наявність електромереж, автомобільних шосе, портів, аеропортів, міських комунікацій, торгівлі, фінансової сфери тощо, які змогли б забезпечити розвиток діяльності екологічно чистого підприємства. Саме зі сферою інфраструктури пов'язане формування більшості економічних категорій, які мають вирішальний характер у всіх економічних відношеннях: вартість товару або послуг, всі витрати виробництва, кінцева ціна праці чи послуги, розмір одержаного прибутку.
Фактори інвестицій або наявність вільного капіталу, як для утворення фірм у даному секторі, так і для впровадження у виробництво продукції екологічно чистого підприємства.
Людський фактор або наявність людей, які мають необхідні знання, кваліфікацію і бажання працювати у цьому напрямку.
Фактори мотивації або утворення системи стимулів позитивного і негативного характеру, які мали б змогу допомогти швидкому утворенню екологічно чистого підприємства та прибутковості у цій сфері.
Фактори ефективності, що зумовлюють умови розвитку діяльності екологічно чистого підприємства у напрямку максимального підвищення інтегральної економіко-екологічної ефективності функціонування національної економіки.
Цілеспрямований пошук можливостей для формування факторів ефективності вимагає науково-обґрунтованих методів урахування величини інтегральної економічної ефективності реалізації цілей діяльності екологічно чистого підприємства.

## Основні напрямками діяльності екологічно чистого підприємства
Основними напрямками діяльності екологічно чистого підприємства є:
- 1.Виготовлення, установлення та експлуатація природоохоронних (очисних)споруд.
- 2.Розробка екологічних технологій та знарядь.
- 3.Виробництво екологічно чистих продуктів.
- 4.Управління життєвим циклом товарів.
- 5.Переробка, транспортування та поховання відходів, ліквідація токсичних відходів.
- 6.Торгівля екологічними технологіями, продуктами та відходами.
- 7.Аналітичний та лабораторний сервіс.
- 8.Енергозбереження та використання альтернативних джерел енергії.
- 9.Збереження земельних ресурсів.
- 10.Водний контроль.
- 11.Повітряний контроль.
- 12.Екологічний аудит та екологічна експертиза.
- 13.Екологічне кредитування та страхування.
- 14.Природоохоронна пропаганда та освіта.
- 15.Екотуризм.
- 16.Екологічна медична і професійна безпека.
- 17.Інформаційні технології.
- 18.Життєво-охоронні системи.
- 19.Підтримка рівноваги екосистем.